# Ballurpura, Alur
Ballurpura là một làng thuộc tehsil Alur, huyện Hassan, bang Karnataka, Ấn Độ.